# Монтана 139
Монтана 139 (англ. Montana 139) — індіанська резервація в Канаді, у провінції Альберта, у межах муніципального району Понока.

## Населення
За даними перепису 2016 року, індіанська резервація нараховувала 630 осіб, показавши скорочення на 3,5%, порівняно з 2011-м роком. Середня густина населення становила 22,4 осіб/км².
З офіційних мов обидвома одночасно володіли 5 жителів, тільки англійською — 625. Усього 130 осіб вважали рідною мовою не одну з офіційних, з них 125 — одну з корінних мов.
Працездатне населення становило 39,5% усього населення, рівень безробіття — 36,7%.
Середній дохід на особу становив $17 817 (медіана $11 808), при цьому для чоловіків — $14 745, а для жінок $21 028 (медіани — $6 144 та $16 800 відповідно).
17,3% мешканців мали закінчену шкільну освіту, не мали закінченої шкільної освіти — 50,7%, 34,7% мали післяшкільну освіту.
| Статево-вікова структура населення | Статево-вікова структура населення | Статево-вікова структура населення | Статево-вікова структура населення | Статево-вікова структура населення |
| ---------------------------------- | ---------------------------------- | ---------------------------------- | ---------------------------------- | ---------------------------------- |
|                                    |                                    |                                    |                                    |                                    |
| Всього                             | Всього                             | 49,2%50,8%                         |                                    |                                    |
| 0 — 14 років                       | 0 — 14 років                       |                                    | 40,2%                              | 40,2%                              |
| 15 — 64 років                      | 15 — 64 років                      |                                    | 57,5%                              | 57,5%                              |
| 65 і більше                        | 65 і більше                        |                                    | 2,4%                               | 2,4%                               |
| Середній вік (років)               | Середній вік (років)               | 24,624,1                           | 24,3                               | 24,3                               |
| Медіана (років)                    | Медіана (років)                    | 21,718,2                           | 19,8                               | 19,8                               |
| — чоловіки — жінки                 |                                    |                                    |                                    |                                    |

| Походження мешканців:     | Походження мешканців:     | Походження мешканців: | Походження мешканців: | Походження мешканців: |
| ------------------------- | ------------------------- | --------------------- | --------------------- | --------------------- |
| Походження                |                           |                       | осіб                  | %                     |
| Корінні американці        | Корінні американці        |                       | 630                   | 100%                  |
| Інше північноамериканське | Інше північноамериканське |                       | 0                     | 0%                    |
| Європейське               | Європейське               |                       | 25                    | 3.97%                 |
| британське                | британське                |                       | 0                     | 0%                    |
| французьке                | французьке                |                       | 10                    | 1.59%                 |

## Клімат
Середня річна температура становить 2,7°C, середня максимальна – 21,1°C, а середня мінімальна – -19,5°C. Середня річна кількість опадів – 491 мм.
| Клімат поселення                              | Клімат поселення | Клімат поселення | Клімат поселення | Клімат поселення | Клімат поселення | Клімат поселення | Клімат поселення | Клімат поселення | Клімат поселення | Клімат поселення | Клімат поселення | Клімат поселення | Клімат поселення |
| Показник                                      | Січ.             | Лют.             | Бер.             | Квіт.            | Трав.            | Черв.            | Лип.             | Серп.            | Вер.             | Жовт.            | Лист.            | Груд.            |                  |
| Середній максимум, °C                         | −6,44            | −2,91            | 2,12             | 10,51            | 16,56            | 20,54            | 21,10            | 20,55            | 15,50            | 10,10            | 0,56             | −5,47            |                  |
| Середня температура, °C                       | −12,95           | −9,42            | −4,4             | 4,00             | 10,04            | 14,02            | 15,90            | 15,34            | 10,30            | 4,90             | −4,65            | −10,68           |                  |
| Середній мінімум, °C                          | −19,46           | −15,94           | −10,9            | −2,5             | 3,52             | 7,51             | 10,69            | 10,16            | 5,10             | −0,29            | −9,85            | −15,87           |                  |
| Норма опадів, мм                              | 26               | 17               | 23               | 28               | 52               | 80               | 97               | 62               | 43               | 24               | 22               | 17               |                  |
| Середньомісячна швидкість вітру, м/с          | 3.31             | 3.39             | 3.50             | 3.80             | 3.80             | 3.50             | 3.14             | 3.00             | 3.20             | 3.50             | 3.50             | 3.45             |                  |
| Середньомісячна сонячна радіація, кДж/м²·день | 3660             | 7276             | 12373            | 17406            | 20573            | 21957            | 22447            | 18931            | 12994            | 7798             | 3995             | 2774             |                  |
| --------------------------------------------- | ---------------- | ---------------- | ---------------- | ---------------- | ---------------- | ---------------- | ---------------- | ---------------- | ---------------- | ---------------- | ---------------- | ---------------- | ---------------- |
| Джерело:                                      |                  |                  |                  |                  |                  |                  |                  |                  |                  |                  |                  |                  |                  |